# Pholidichthys
Pholidichthys ist eine artenarme Gattung von Meeresfischen, die im tropischen, westlichen Pazifik vorkommt. Pholidichthys wird in die monogenerische Familie Pholidichthyidae gestellt und umfasst zwei Arten: 
- die Weißstreifen-Aalgrundel (Pholidichthys leucotaenia) lebt in Korallenriffen von den Philippinen bis zu den Salomon-Inseln,
- Pholidichthys anguis auf Schlammboden an der Küste Nordaustraliens.

## Merkmale
Die Weißstreifen-Aalgrundel wird bis etwa 45 cm lang, das einzige bekannte adulte Exemplar von Pholidichthys anguis war ein 24,5 cm langes Weibchen. Der Körper ist schuppenlos und aalartig langgestreckt. Das breite Maul reicht bis zu einem Punkt unterhalb des Augenhinterrandes. Die Kieferzähne sind konisch und zugespitzt. Gaumenzähne fehlen. Auf jeder Kopfseite besitzen die Fische nur eine einzelne Nasenöffnung. Die Kiemenöffnungen sind groß und berühren sich unten vor dem Kiemendeckel. Alle Flossenstrahlen sind segmentiert, Stacheln fehlen. Die kurz hinter dem Kiemendeckel beginnende Rückenflosse und die Afterflosse sind lang und mit der Schwanzflosse zu einem durchgehenden Flossensaum zusammengewachsen.
- Flossenformel: Dorsale 66–98, Anale 49–81, Pectorale 14–15, Ventrale 2–3, Caudale 10.

Beide Arten zeigen einen deutlichen Dimorphismus zwischen Jungfischen und ausgewachsenen Tieren. Junge Pholidichthys anguis sind hell, der Bauch weiß und zeigen einen dunklen Nadelstreifen an den Körperseiten. Jungfische von P. leucotaenia sind schwarz, mit einem auffallenden bläulich-weißen Längsstreifen an den Flanken und einem weißen Bauch. Adulte Tiere sind schwärzlich mit russigen Flecken (P. anguis) oder unregelmäßigen gelben Bändern (P. leucotaenia). Die Seitenlinie ist nicht oder kaum zu sehen, besteht aus winzigen Grubenorganen und beginnt vorn hoch am Körper um hinter den Brustflossen zur Seitenmittellinie abzufallen.

## Lebensraum und Lebensweise
Adulte Pholidichthys leben sehr versteckt, entweder in Höhlen und Spalten in Korallenriffen oder in Gängen im schlammigen Meeresboden. Sie sind wahrscheinlich weitgehend nachtaktiv. Die Jungfische leben in Schwärmen.

## Systematik
Die systematische Stellung der Gattung war lange Zeit umstritten, da die Tiere sowohl Merkmale der Grundeln als auch der Schleimfische besitzen. Die Unsicherheit in der systematischen Zuordnung wird auch beim englischen Namen deutlich, wo die Gattung entweder als Engineer gobys oder Convict Blennys bezeichnet wird. In der Vergangenheit wurde Pholidichthys auch den Wurmgrundeln (Microdesmidae) zugeordnet, mit Notograptus verglichen oder in die Verwandtschaft der Lippfische (Labridae) gestellt.
Springer und Freihofer (1976) stellten sehr genaue Untersuchungen zu Skelett und Nervensystem an, um die Verwandtschaft zu klären – es kam aber nur heraus, dass wenig für die Schleimfischartigen (Blennioidei) spricht. Auch eine Untersuchung der Molekularbiologen Matt Craig und Leo Smith ergab eine Verwandtschaft mit den Schleimfischartigen und den Kieferfischen (Opistognathidae). Es konnte keine Verwandtschaft mit den Grundelartigen (Gobioidei) nachgewiesen werden. Sie sind deshalb auch nicht mit der Grundelunterfamilie Amblyopinae und der Grundelgattung Gobioides verwandt, die eine sehr ähnliche aalartige Gestalt wie Pholidichthys haben. Der wissenschaftliche Name weist auf Ähnlichkeit (aber nicht Verwandtschaft) mit Pholis aus der Familie der Butterfische hin.
Der amerikanische Ichthyologe Joseph S. Nelson, Autor des Standardwerks zur Fischsystematik Fishes of the World, stellte sie in der vierten Auflage des Werks in die eigene Unterordnung Pholidichthyoidei in die Ordnung der „Barschartigen (Perciformes)“ nachdem sie in der dritten Auflage noch zu den Drachenfischen (Trachinoidei) gezählt wurden.
Im Juli 2012 veröffentlichte eine Gruppe Wissenschaftler eine Studie über die Monophylie der Lippfischartigen (u. a. Lippfische u. Buntbarsche), die sie ablehnen, und kommen zu dem Ergebnis, dass Buntbarsche (Cichlidae), Bewohner tropischer Süßgewässer, die Schwestergruppe der Pholidichthyidae sind. Gemeinsame Merkmale, die Pholidichthys mit den Buntbarschen teilt, sind das einzelne Nasenloch auf jeder Kopfseite, die meisten anderen Fischen haben zwei pro Kopfseite, das paarige Haftorgan auf der Kopfoberseite der Larven, das ihnen dazu dient sich an Gegenständen festzuheften solange sie noch nicht schwimmfähig sind, und die intensive Brutpflege, die nicht nur das Gelege, sondern auch Larven und Jungfische umfasst. Letzteres ist für Meeresfische fast einmalig und tritt außer bei Pholidichthys nur noch beim nicht sehr nah verwandten Schwalbenschwanz-Riffbarsch (Acanthochromis polyacanthus) und den drei Arten der Riffbarschgattung Altrichthys auf.
Mit den Buntbarschen und anderen Taxa bildet Pholidichthys die Ovalentaria, ein über 4800 Arten umfassendes, morphologisch sehr diverses Großtaxon, das als gemeinsames diagnostisches Merkmal zu Boden sinkende Eier hat, die sich mit klebenden Filamenten anhaften.